# KOZ 엔터테인먼트의 음반
이 문서는 KOZ 엔터테인먼트에서 발매한 음반의 목록이다.

## 2019년 ~ 2024년
- 2019년 8월 9일 지코 - [Digital Single] Y[1]
- 2019년 9월 30일 지코 - Thinking Part.1
- 2019년 11월 8일 지코 - Thinking Part.2
- 2019년 12월 16일 다운 - [Digital Single] 새벽 제세동 Vol.1
- 2020년 1월 14일 지코 - [Digital Single] 아무노래
- 2020년 3월 11일 다운 - [Digital Single] 새벽 제세동 Vol.2
- 2020년 4월 23일 지코 - [Digital Single] FOR THE LOVE OF 대한민국[2]
- 2020년 5월 16일 지코 - 더 킹 : 영원의 군주 OST Part.10[3]
- 2020년 6월 10일 다운 - [Digital Single] 새벽 제세동 Vol.3
- 2020년 7월 1일 지코 - 랜덤박스
- 2021년 1월 12일 다운 - [Digital Single] 자유비행
- 2021년 1월 17일 다운 - 경이로운 소문 OST Part.3
- 2021년 4월 14일 다운 - It's not your fault
- 2021년 10월 16일 다운 - 유미의 세포들 OST Part.9
- 2022년 3월 2일 다운 - 너와 나의 경찰수업 OST Part.5
- 2022년 6월 2일 다운 - [Digital Single] Lost
- 2022년 7월 19일 지코 - [Digital Single] Seoul Drift[4]
- 2022년 7월 27일 지코 - Grown Ass Kid
- 2022년 9월 26일 다운 - 법대로 사랑하라 OST Part.4
- 2022년 10월 2일 다운 - Listen-Up(리슨업) EP.9[5]
- 2023년 2월 17일 다운 - [Digital Single] Highteen
- 2023년 5월 30일 보이넥스트도어 - [Digital Single] WHO!
- 2023년 9월 4일 보이넥스트도어 - WHY..
- 2023년 11월 2일 지코 - [Digital Single] Smoke Remix[6]
- 2023년 11월 7일 보이넥스트도어 - [Digital Single] Fadeaway (가비지타임 X BOYNEXTDOOR)
- 2024년 1월 2일 다운 - 사랑한다고 말해줘 OST Part.6
- 2024년 4월 15일 보이넥스트도어 - HOW?
- 2024년 4월 26일 지코 - [Digital Single] SPOT![7]
- 2024년 6월 29일 보이넥스트도어 - 낮과 밤이 다른 그녀 OST Part.3
- 2024년 7월 10일 보이넥스트도어 - [Japan Digital Single] AND,
- 2024년 9월 2일 보이넥스트도어 - [Digital Single] 부모님 관람불가 (Dangerous)[8]
- 2024년 9월 9일 보이넥스트도어 - 19.99

## 2025년 ~ 2029년
- 2025년 1월 6일 보이넥스트도어 - [Digital Single] 오늘만 I LOVE YOU
- 2025년 1월 31일 보이넥스트도어 - [Japan Digital Single] 今日だけ I LOVE YOU (Japanese Ver.)
- 2025년 3월 14일 보이넥스트도어 - [Digital Single] 이렇게 좋아해 본 적이 없어요
- 2025년 5월 13일 보이넥스트도어 - No Genre
- 2025년 6월 18일 지코 - [Digital Single] EKO EKO[9]
- 2025년 8월 20일 보이넥스트도어 - [Japan Digital Single] BOYLIFE
- 2025년 ?월 ?일 보이넥스트도어 - 미정